# Arielle Wilson
Arielle Dwan Wilson (Chicago, 3 gennaio 1989) è un'ex pallavolista e allenatrice di pallavolo statunitense.
Giocava nel ruolo di centrale e ricopre il ruolo di assistente allenatrice per la DePaul University.

## Carriera

### Giocatrice
La carriera di Arielle Wilson inizia a livello scolastico con la Proviso East High School, con la quale gioca per quattro anni. Tra il 2007 ed il 2010 gioca per la squadra della sua università, la Pennsylvania State University, con la quale vince quattro volte consecutivamente il NCAA Division I.
Nella stagione 2011-12 inizia la carriera professionista nella PlusLiga polacca col Gwardia Wrocław. La stagione successiva gioca con l'Azərreyl Voleybol Klubu nella Superliqa azera, dove resta a giocare anche nel campionato 2013-14, vestendo però la maglia dell'İqtisadçı Voleybol Klubu, che tuttavia lascia già nel mese di novembre. Dopo una breve parentesi nel campionato indonesiano col Club Manokwari Valeria Papua Barat, torna ancora una volta in Azerbaigian, questa volta per vestire la maglia della Lokomotiv Bakı Voleybol Klubu.
Nella stagione 2014-15 viene acquistata dal River Volley di Piacenza, nella Serie A1, mentre in quella successiva difende i colori dell'Obiettivo Risarcimento Volley di Villaverla; al termine dell'annata annuncia il proprio ritiro dalla pallavolo giocata.

### Allenatrice
Dal 2016 ricopre il ruolo di assistente allenatrice per la DePaul University.

## Palmarès

### Club
- NCAA Division I: 4

2007, 2008, 2009, 2010

### Premi individuali
- 2007 - NCAA Division I: University Park Regional MVP
- 2008 - All-America Second Team
- 2009 - NCAA Division I: Gainesville Regional All-Tournament Team
- 2009 - NCAA Division I: Tampa National All-Tournament Team
- 2009 - All-America First Team
- 2010 - NCAA Division I: Kansas City National All-Tournament Team
- 2010 - All-America First Team